# Saint-Gorgon (Morbihan)
Saint-Gorgon (Gallo Saent Cogo, bretonisch Sant Kogo) ist eine französische Gemeinde mit 428 Einwohnern (Stand 1. Januar 2022) im Département Morbihan in der Region Bretagne. Saint-Gorgon gehört zum Gebiet der Bretagne, in dem Gallo gesprochen wurde.

## Geographie
Saint-Gorgon liegt rund zehn Kilometer westlich von Redon im Südosten des Départements Morbihan und gehört zum Gemeindeverband Redon Agglomération.
Nachbargemeinden sind Saint-Jacut-les-Pins im Norden, Allaire im Osten, Béganne im Süden sowie Caden im Westen.
Der Ort liegt unweit von Straßen für den überregionalen Verkehr. Die wichtigste Straßenverbindung in der Nähe ist die D 775.
Das bedeutendste Gewässer ist der Bach Bouloterie. Entlang dieses Wasserlaufs verläuft teilweise die Gemeindegrenze.

## Bevölkerungsentwicklung
| Jahr                       | 1962 | 1968 | 1975 | 1982 | 1990 | 1999 | 2006 | 2012 |     |
| Einwohner                  | 384  | 424  | 429  | 403  | 377  | 346  | 334  | 354  | 393 |
| Quellen: Cassini und INSEE |      |      |      |      |      |      |      |      |     |

## Sehenswürdigkeiten
- Kirche Saint Gorgon, teilweise aus dem 11. Jahrhundert; Erweiterung 1850
- alter Grabstein in der Dorfkirche
- Herrenhaus Champ-Mahé aus dem 18. Jahrhundert
- Windmühle von Gorgon
- traditionelles Haus aus dem 17. Jahrhundert
- Stele aus der Eisenzeit (500 v. Chr.) auf dem Kirchplatz
- gefasste Quelle Saint-Louis aus dem 17. Jahrhundert

Quelle: